# منفرة (المفلحي)

تعديل مصدري - تعديل

منفرة هي إحدى قرى عزلة المفلحي بمديرية المفلحي التابعة لمحافظة لحج، بلغ تعداد سكانها 4625 نسمة حسب تعداد اليمن لعام 2020.